# Norvég zene
A norvég zene sokszínűnek tekinthető, mivel sok stílusnak vannak híres képviselői. Norvégiának is megvan a maga népzenéje, a szórakoztatás és a tánc igénye miatt született meg még 1840 előtt. Az első fontos komolyzenei előadók a 18. század elején jelentek meg.
A norvég könnyűzene ismert stílusai a blues, a country, a dansband, a folk rock, az elektromos zene, a dance, a hiphop, a dzsessz, a black metal, a gothic (gótikus) metal, a death metal, a popzene és a hard rock.

## Népzene
Már 1840 előttről tetemes mennyiségű írott népzene ismeretes Norvégiában. Két különböző részre lehet osztani a norvég népzenét: a hangszereltre és az énekeltre. Rendszerint a hangszerelt népzene a tánczene (norvégul slåtter). A norvég népi táncokat általában párosan járják, de számos szólótánc is van, például a halling.
A norvég népzene két fő ága: az északi germán és a sami.

## Komolyzene

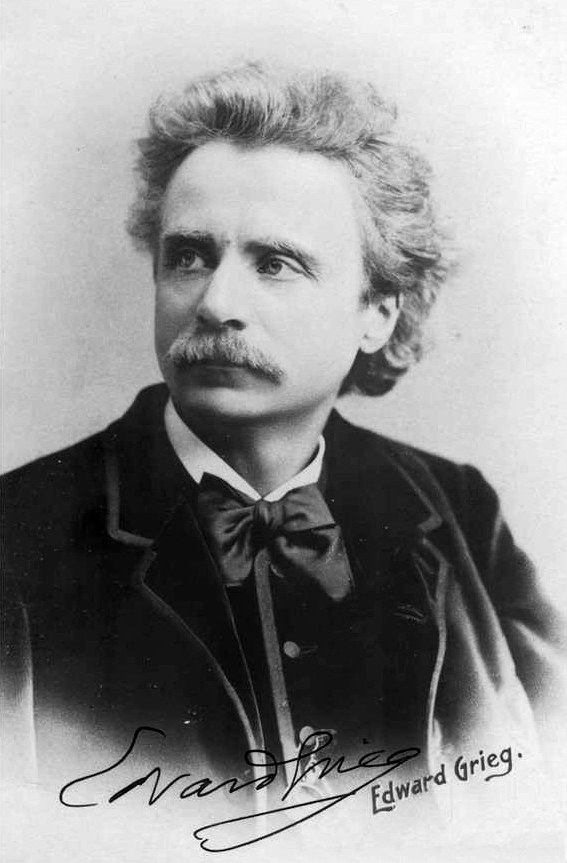
Edvard Grieg

A komolyzene hívei sokat köszönhetnek a nagy zeneszerzőnek, Edvard Griegnek (1843-1907). Bár Norvégia teljes függetlenségét csak két évvel a zeneszerző halála előtt vívta ki, Grieg művei és nagyszabású koncertjei biztosították az ifjú ország hírnevét a nemzetközi zenei közösségben. Az a tény, hogy Norvégia csak 1905-ben nyerte el függetlenségét, jelentősen befolyásolta a norvég zene történetét. Az ezt megelőző ötszáz év alatt Norvégiát gyakorlatilag alig érintették az európai arisztokrácia és burzsoázia kulturális hagyományainak főbb irányvonalai, ennek következtében a reneszánsz és barokk muzsika területén Norvégia nem sok mindent tud felmutatni. Griegnek azonban voltak kiemelkedő elődei. Halfdan Kjerulf (1815-1868) zongoradarabok szerzőjeként, műdalénekesként és karénekesként vált ismertté a 19. század közepén. Szintén az 1800-as évek közepére tehető a hegedűvirtuóz Ole Bull (1810-1880) páratlan karrierje Európában és az USA-ban. Ez a két jelentős művész alapozta meg a mai klasszikus zenei közösség fejlődését Norvégiában. Grieg és Bull meghatározó szereplői a Bergeni Nemzetközi Fesztiválnak, hiszen a fesztivál különleges helyszínei között találjuk az Edvard Grieg Múzeumot, valamint Lysøent, Ole Bull otthonát, mely híven őrzi életének és munkásságának emlékét.
A mai norvég klasszikus zene közösségének is megvannak a maga kiemelkedő alakjai, ideértve az Oslói Filharmonikus Zenekart, a Bergeni Filharmonikus Zenekart, a Norvég Kamarazenekart, Leif Ove Andsnes zongoraművészt, Truls Mørk csellóművészt és Solveig Kringelborn szoprán énekesnőt, hogy csak néhányat említsünk.
Grieg és Bull fénykora, valamint a kimagasló művészegyéniségek jelenlegi korszaka között eltelt időben is találunk néhány nemzetközileg elismert szólistát, mint például Kirsten Flagstad (1895-1962) szoprán énekest. A jelenkor nemzetközi hírű szólistáit, együtteseit és zenekarait Norvégia az 1970-es években létrehozott zenei közösségek kezdeményezéseinek köszönheti. Először is lerakták az általános zenei oktatás alapjait, számtalan zenei fesztivált szerveztek, koncerttermeket építettek az ország minden nagyobb városában. A soron következő jelentősebb terv ezen a téren, egy új Norvég Nemzeti Opera felépítése Oslóban, mely várhatóan 2008 tavaszára készül el.
A norvég zeneszerzők életben tartották Edvard Grieg örökségét az évek folyamán. Legjelentősebb utódja, kétségkívül, Christian Sinding (1856-1941) volt, akinek munkásságára vitathatatlanul hatott a romantika. Még akkor is, amikor már a norvég zenére is egyértelmű befolyást gyakorolt a kontinensen divatos atonalitás, a norvég zeneszerzők kemény magja megtartotta Grieg muzsikájának tonális, nemzeti vonásait kompozícióik építő elemei között. Itt említhetjük David Monrad Johansen (1888-1974), Ludvig Irgens Jensen (1894-1969), Harald Sæverud (1897-1992), Klaus Egge (1906-1979), Geirr Tveitt (1908-1981), Øistein Sommerfeldt (1919-1994), valamint Johan Kvandal (1919-1999) nevét. A kortárs zeneszerzők között Ragnar Söderlind (sz. 1945) az, aki leginkább azonosul ezzel a nézettel.
Szerző: Norvég Zenei Információs Központ

## Könnyűzene
Ahogy más országokban is, úgy a Norvégiában is létrehozták a könnyűzene saját irányvonalait. A norvég könnyűzene inkább a 21. században lett világszinten ismert, eleinte a nagyobb áttöréseket a norvég jazz és black metal előadók okozták, ezeket követték az elektronikus zenei és a popzenei előadók.

### Heavy metal
A norvég heavy metal legismertebb alműfaja a black metal, ami világszerte a leghírhedtebb metal műfaj. Norvégiában továbbá még kiemelkedő alműfaj a gothic, más néven gótikus metal és a death metal.

#### Black metal
Bár a "black metal" kifejezést már korábban használta a brit Venom zenekar, a műfaj ma ismeretes stílusjegyeit tagadhatatlanul a korai norvég black metal zenekarok alakították ki. Az ottani színtér az 1990-es évek elején vált közismertté, az akkori botrányok és erőszakos cselekedetek miatt.
1991. április 8-án a Mayhem akkori énekese, művésznevén Dead 22 évesen, pszichés problémái és életundora miatt öngyilkosságot követett el: felvágta ereit és egy vadászpuskával fejbe lőtte magát. Koponyájának darabjait zenésztársai összegyűjtötték és postán szétküldték a mozgalom vezéralakjainak. Amikor a gitáros, Euronymous megtalálta a holttestét közös lakásukban, többször lefényképezte azt, még a rendőrség értesítése előtt. Ezek közül az egyik kép lett egy későbbi Mayhem-album borítója.
1992-ben az Emperor akkori dobosa, Faust megölt egy neki felkínálkozó homoszexuális férfit. Az Emperor tagságából az ezt követő időszakban egy fő kivételével mindenki börtönbüntetését töltötte különböző, a színtérhez kötődő okokból.
1993-ban Varg Vikernes, a Burzum együttes létrehozója 23 késszúrással meggyilkolta Euronymoust, személyes ellentétek miatt. A gyilkolás előtti években több középkori templomot felgyújtott, lázadván a kereszténység norvégiai jelenléte ellen. 1994-ben ítélték el, 2009-ben szabadult a börtönből. Az elítélés évében jelent meg az egyik legbefolyásosabb Mayhem-album, a De Mysteriis Dom Sathanas, aminek felvételein Euronymous gitározott, gyilkosa Varg Vikernes basszusgitározott (és a magyar származású Csihar Attila énekelt).
Meghatározó norvég black metal zenekarok:
- Burzum (később eltávolodott a dark ambient műfaj felé)
- Carpathian Forest
- Darkthrone
- Emperor
- Gorgoroth
- Immortal
- Mayhem
- Satyricon
- Ulver (utóbb kísérletező, elektronikus stílusra váltott)

#### Gothic metal
A gothic metal a heavy metal és a gothic rock stíluselemeit ötvözi. A gothic metalt többnyire a sötét atmoszféra jellemzi. Az ének sokszínű, a hangszerelés gyors és agresszív. 
Norvégián belül leginkább Oslóban található sok gothic metal zenei klub. A norvég gothic metal színtér meghatározó zenekarai:
- Fleurety
- Leaves' Eyes
- Lumsk
- Midnattsol
- Myriads
- The Sins of Thy Beloved
- Sirenia
- Tristania
- Theatre of Tragedy
- Ved Buens Ende
- Virus

#### Death metal
A norvég death metal közismert, de a black metal színtér több figyelmet kap. Híres norvég death metal zenekarok közé tartozik a Blood Red Throne, a Cadaver, a Carpe Tenebrum, a Myrkskog, az Aeternus, a Zyklon és a Fester. A Darkthrone első albuma, a Soulside Journey is death metalnak minősül.

### Blues
Az egyik legismertebb norvég blues gitáros Knut Reiersrud, aki több felvételt készített Iver Kleive orgonistával. Továbbá a legismertebb gitárosok közé tartozik ebben a műfajban Bjørn Berge, aki az úgynevezett "delta-funk" zene által lett ismert. Norvég R&B sztárok közé tartozik Noora Elweya Qadry, Winta és Mira Craig.
Skandinávia legnagyobb blues fesztiválja a kis norvég városban, Notoddenben kerül megrendezésre minden augusztusban. Norvégiában számos blues fesztivál kerül évente megrendezésre, például a Trondheimhez közeli Blues in Hell Festival és a bergeni Oslo Blues Fest. Az első Oslo Blues Fest 1994-ben volt, mindössze 1500 ember részvételével. Azóta a fesztiválon évente sokkal több ember vesz részt, 2000-ben több mint 20000 ember volt ott.

### Elektronikus zene és dance
Ismertebb norvég elektronikus zenei előadók:
- Alan Walker - house/trap/future bass
- Da Tweekaz - hardstyle

### Popzene
A legismertebb norvég szintipop együttes az A-ha.

## Norvég zenei kiadók
- SB Records
- Burznazg
- Deathlike Silence Productions
- Duplex Records
- Jazzland Records
- Jester Records
- Pleasuredisc Records
- Rune Grammofon
- Smalltown Supersound
- Tee Productions
- Tribe Records
- FONO
- Uggen Extra
- Apartment Records
- Bratville Records
- Bet Not Found Records
- dBut Records
- Krank Records
- Machine Machine Records
- MykeDroner
- Playground Music Scandinavia
- REC90
- Thatsperfectwonderball Records
- Voices of Wonder

## Fordítás
Ez a szócikk részben vagy egészben a Music of Norway című angol Wikipédia-szócikk fordításán alapul.  Az eredeti cikk szerkesztőit annak laptörténete sorolja fel. Ez a jelzés csupán a megfogalmazás eredetét és a szerzői jogokat jelzi, nem szolgál a cikkben szereplő információk forrásmegjelöléseként.